# 斯普林菲爾德鎮區 (印地安納州富蘭克林縣)
斯普林菲爾德鎮區（英語：Springfield Township）是位於美國印地安納州富蘭克林縣的一個行政鎮區。

## 地方資料
根據2010年美國人口普查的數據，斯普林菲爾德鎮區的面積為92.30平方千米，當中陸地面積為92.10平方千米，而水域面積為0.20平方千米。當地共有人口1156人，而人口密度為每平方千米12.52人。